# Eamonn Walsh (Politiker)
Eamonn Walsh (* 20. September 1945 in Carrick-on-Suir, County Tipperary; † 26. Januar 2025 in Tallaght) war ein irischer Politiker der Irish Labour Party und war von 1992 bis 1997 Abgeordneter (Teachta Dála) im Dáil Éireann, dem Unterhaus des irischen Parlaments.

## Werdegang
Walsh trat 1979 der Irish Labour Party bei. Im Jahr 1991 wurde er in das Dublin County Council gewählt, dem er bis zu dessen Auflösung 1994 angehörte. Walsh wurde damit nun Mitglied des neuen South Dublin County Council. Bei den Kommunalwahlen 1999, 2004 und zuletzt 2007 wurde er jeweils wiedergewählt. Von 1997 bis 1998 war er Vorsitzender des South Dublin County Council.
Walsh, der vor seiner politischen Karriere Kunstlehrer war, wurde bei den Wahlen im Jahr 1992 für die Irish Labour Party im Wahlkreis Dublin South West in den 27. Dáil Éireann gewählt. Bei den nächsten Wahlen 1997 konnte er sein Mandat jedoch nicht verteidigen.